# Araschnia azumiana
Araschnia azumiana är en fjärilsart som beskrevs av Sugitani 1932. Araschnia azumiana ingår i släktet Araschnia och familjen praktfjärilar. Inga underarter finns listade i Catalogue of Life.